# Entwurfsverfasser
Der Begriff Entwurfsverfasser stammt aus dem deutschen Baurecht und bezeichnet jemanden, der einen Entwurf für ein Bauwerk erstellt, der wiederum als Bauantrag zur Baugenehmigung eingereicht wird. Entwurfsverfasser, die Bauvorlagen für baugenehmigungspflichtige Bauvorhaben fertigen, müssen bauvorlageberechtigt sein (Bauvorlageberechtigung). In der Regel handelt es sich um einen Architekten oder Bauingenieur. Architekt darf sich nennen, wer in einer Architektenkammer aufgenommen wurde. Je nach Bundesland und jeweiliger Landesbauordnung wird der Entwurfsverfasser auch als Objektplaner oder Planfertiger bezeichnet. In jedem Fall  muss der Entwurfsverfasser über Sachkunde und Erfahrung für die Vorbereitung des jeweiligen Bauvorhabens verfügen. Der Entwurfsverfasser ist für die Qualität des Entwurfes und die Vollständigkeit der Unterlagen verantwortlich.
Der Entwurfsverfasser erstellt die für die Erlangung der Baugenehmigung erforderlichen Unterlagen (Pläne, Formulare, Berechnungen) und reicht diese bei der zuständigen Behörde (Untere Bauaufsichtsbehörde oder Gemeinde) in Abstimmung mit der Bauherrschaft ein. Er ist verantwortlich dafür, dass der Entwurf (Planung) den öffentlich-rechtlichen Vorschriften entspricht. Die Honorierung des Entwurfsverfassers ist in der HOAI (Honorarordnung für Architekten und Ingenieure) geregelt, wo auch der Begriff ausdrücklich verwendet wird (Vorlageberechtigung).